# كريستيان كغلفيتس
كريستيان كغلفيتس (بالألمانية: Christian Keglevits)‏ (مواليد 29 يناير 1961) هو لاعب كرة قدم. يلعب مع منتخب النمسا لكرة القدم. سبق له أن لعب في كأس العالم لكرة القدم مع منتخب بلاده.

## روابط خارجية
- كريستيان كغلفيتس على موقع الاتحاد الدولي (مؤرشف)  (الإنجليزية)
- كريستيان كغلفيتس على موقع قاعدة بيانات كرة القدم.إي يو (الإنجليزية)
- كريستيان كغلفيتس على موقع ناشيونال فوتبول تيمز (الإنجليزية)